# تپه فیروزآباد بزرگ ۲ (کد -۱۱۲)
تپه فیروز آباد بزرگ ۲ (ک -۱۱۲) مربوط به دوران پیش از تاریخ ایران باستان است و در شهرستان کنگاور، روستای سلطان آباد واقع شده و این اثر در تاریخ ۲۴ فروردین ۱۳۸۲ با شمارهٔ ثبت ۸۱۲۱ به‌عنوان یکی از آثار ملی ایران به ثبت رسیده است.